# 메르세데스 모란
메르세데스 모란(Mercedes Morán, 1955년 9월 21일 ~ )은 아르헨티나의 배우이다.

## 출연 작품
- 스파이더 (2019)
- 언 언익스펙티드 러브 (2018)
- 수에노 플로리아노폴리스 (2018)
- 엔젤 (2018)
- 마라카이보 (2017)
- 네루다 (2016)
- 콜 미 프란치스코 (2015)
- 베티뷰 (2014)
- 마치아노 가족 (2011)
- 론다 (2008)
- 위스키 로미오 줄루 (2004)
- 홀리 걸 (2004)
- 모터싸이클 다이어리 (2004)
- 늪 (2001)
- 러브 앤 샤도우 (1994)